# Leon, Quận Monroe, Wisconsin
Leon là một thị trấn thuộc quận Monroe, tiểu bang Wisconsin, Hoa Kỳ. Năm 2010, dân số của thị trấn này là 1.057 người.